# LZ 81

Silhouette von Zeppelin LZ59–LZ81

LZ 81 war die Baunummer eines deutschen Heereszeppelins im Ersten Weltkrieg und der letzte Zeppelin der Q-Klasse. Seine taktische Nummer war LZ 111. Die erste Fahrt fand am 20. Dezember 1916 statt.

## Auslegung
Die LZ 81 wurde für das Heer gebaut. Es hatte eine Länge von 178,5 und einen Durchmesser von 18,7 Metern. Das Wasserstoffgasvolumen betrug 35.800 m³. Der Antrieb erfolgte durch vier Maybach-Motoren mit je 240 PS (177 kW), wovon drei in der hinteren Gondel angebracht waren. Damit konnte LZ 81 eine Nutzlast von 18.400 kg tragen und eine Geschwindigkeit von 93,6 km/h erreichen. Die maximale Steighöhe betrug ca. 4.200 m und die maximale Reichweite ca. 4.900 km.

## Bewaffnung
Zur Verteidigung gegen Flugzeuge verfügte das Luftschiff über zwei MG 08.

## Einsatz
LZ 81 (Heereskennung  LZ 111) war das letzte der kleineren Schiffe. Die erste Fahrt fand am 20. Dezember 1916 statt. Obwohl für das Heer gebaut kam es hier nicht mehr zum Einsatz, da das Heer die Luftschifffahrt im Januar 1917 zu Gunsten von Groß- und Riesenflugzeugen einstellte. Das Schiff wurde also an die Marine übergeben, die aber bereits seit Mai 1916 auf den neuen größeren Typ R umstellte. Entsprechend ereignisarm war die Einsatzgeschichte. So bekam LZ 81 keine eigene Marine-Kennung und führte lediglich noch sieben Aufklärungsfahrten mit einer Gesamtlänge von 5.611 km durch, bevor es am 10. August 1917 in Dresden wieder abgerüstet wurde. Einsatzhäfen waren Seddin und Schneidmühl.